# Sørvágur
Sørvágur este un oraș din Insulele Faroe.